# 短尾棘茄魚
短尾棘茄魚，為輻鰭魚綱鮟鱇目棘茄魚亞目棘茄魚科的其中一種，分布於西南太平洋澳洲東部海域，屬底棲性魚類，棲息深度90-250公尺，體長可達21公分，棲息在大陸棚，生活習性不明。

## 扩展阅读
維基物種上的相關：短尾棘茄魚